# Espès-Undurein
Espès-Undurein é uma comuna francesa na região administrativa da Nova Aquitânia, no departamento dos Pirenéus Atlânticos. Estende-se por uma área de 9,85 km². Em 2010 a comuna tinha 509 habitantes (densidade: 51,7 hab./km²).